# Sarah Bovy

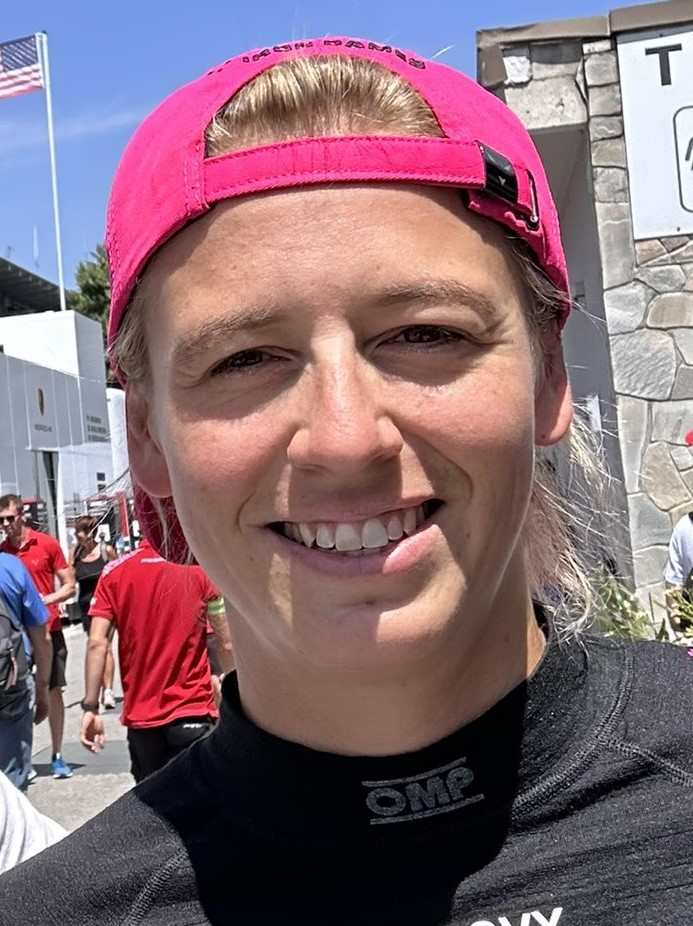
Sarah Bovy 2023

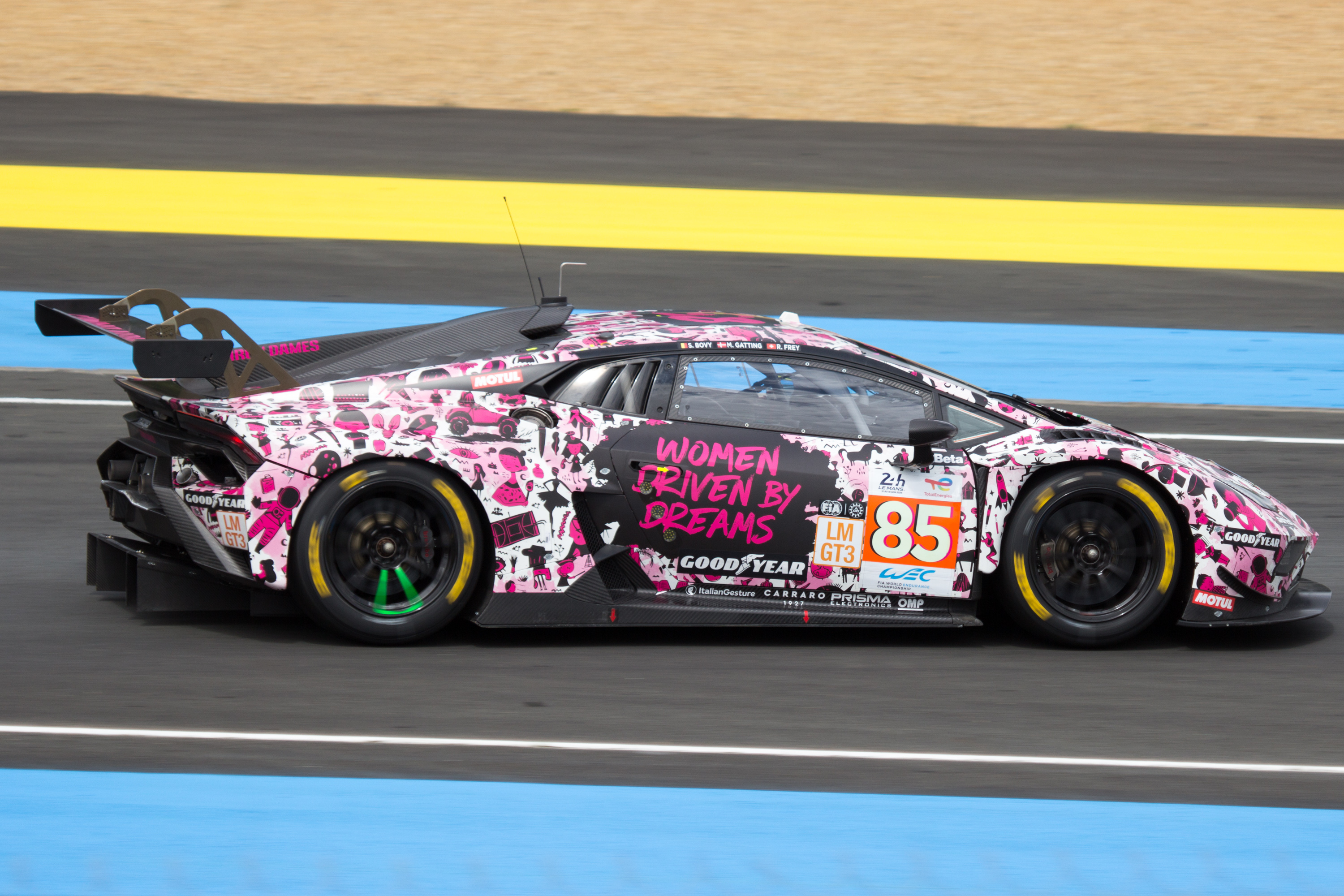
Der von Sarah Bovy beim 24-Stunden-Rennen von Le Mans 2024 gefahrene Lamborghini Huracán GT3 Evo 2

Sarah Bovy (* 15. Mai 1989 in Brüssel) ist eine belgische Automobilrennfahrerin.

## Karriere

### Kart- und Formelsport
Sarah Bovy startete ihre Motorsportlaufbahn im Kartsport und fuhr dort bis 2003.
In der Saison 2005 ging sie mit dem Team Thierry Boutsen Racing in der Belgischen Formel Renault 1.6 an den Start.
2019 startete sie als Ersatzfahrerin in zwei Läufen der W Series und belegte am Ende den 20. Platz in der Gesamtwertung.

### Tourenwagen-, GT- und Prototypen-Motorsport
2010 fuhr sie mit einem Mitsubishi Lancer Evo 8 in zwei Rennen der Belgischen Tourenwagenserie und wurde 18. in der T3-Wertung. Im selben Jahr bestritt sie mit einem Porsche 911 GT3 Cup (Typ 997) zwei Läufe in der Belcar-Rennserie.
2012 und 2013 startete sie mit einem GC10-V8-Silhouettenrennwagen des Teams GC Automobile in der Belcar-Serie und wurde 2012 Vize-Meister in der Silhouette ProEvo-Wertung.
In der Saison 2015 fuhr sie einen Renault Sport R.S. 01 in der Renault Sport Trophy und belegte die Plätze elf in der Prestige- und 16 in der Endurance-Wertung.
Im folgenden Jahr startete sie mit Leipert Motorsport in der ProAm-Wertung der Lamborghini Super Trofeo Europe und wurde 14. in der Gesamtwertung.
Parallel zur W Series ging sie 2019 mit einem Ligier JS P3 zu einem Rennen in der Asian Le Mans Series an den Start. Das Rennen in Shanghai beendete sie auf dem siebten Platz in der LMP3-Wertung und wurde somit 12. im LMP3-Gesamtklassement.

### Langstreckenrennen
2007 trat sie mit dem Team Belgian Racing in einem Gillet Vertigo beim 12-Stunden-Rennen von Spa-Francorchamps und beim 24-Stunden-Rennen von Spa-Francorchamps an. Das 12-Stunden-Rennen, das im Rahmen der Belcar-Rennserie ausgetragen wurde, beendete sie zusammen mit Renaud Kuppens auf dem 34. Platz. Beim 24-Stunden-Rennen, das zur FIA-GT-Meisterschaft 2007 zählte, trat sie in der GT2-Wertung an – konnte das Rennen jedoch nicht beenden.
In den folgenden Jahren 2012, 2013, 2017 und 2018 startete sie mit verschiedenen Teams und Rennwagen beim 24-Stunden-Rennen von Spa-Francorchamps. Dieses war überwiegend Bestandteil im Rennkalender der Blancpain Endurance Series und der Intercontinental GT Challenge. Ihre besten Platzierungen diesem Langstreckenrennen erzielte sie 2017 mit einem 31. Gesamtplatz und 17. Platz in der Am-Wertung auf einem Lamborghini Huracán GT3 des Teams Attempto Racing und 2018 mit dem zweiten Platz in der N-Klassenwertung auf einem Lamborghini Huracán Super Trofeo von GDL Racing.
In der Saison 2015 und 2016 fuhr sie mit einem Peugeot 208 GTi für das Team Altran Peugeot einige Rennen in der 24H Series.

## Statistik

### Einzelergebnisse in der W Series
| Jahr | 1   | 2   | 3   | 4   | 5   | 6   | Punkte | Rang |
| ---- | --- | --- | --- | --- | --- | --- | ------ | ---- |
| 2019 | HOC | ZOL | MIS | NOR | ASS | BRA | 0      | 20.  |
| 2019 |     | DNS | 12  |     |     | 19  | 0      | 20.  |

### Le-Mans-Ergebnisse
| Jahr | Team       | Fahrzeug                      | Teamkollege      | Teamkollege | Platzierung | Ausfallsgrund |
| ---- | ---------- | ----------------------------- | ---------------- | ----------- | ----------- | ------------- |
| 2021 | Iron Lynx  | Ferrari 488 GTE Evo           | Michelle Gatting | Rahel Frey  | Rang 36     |               |
| 2022 | Iron Dames | Ferrari 488 GTE Evo           | Michelle Gatting | Rahel Frey  | Rang 40     |               |
| 2023 | Iron Dames | Porsche 911 RSR-19            | Michelle Gatting | Rahel Frey  | Rang 30     |               |
| 2024 | Iron Dames | Lamborghini Huracán GT3 Evo 2 | Michelle Gatting | Rahel Frey  | Rang 32     |               |
| 2025 | Iron Dames | Porsche 911 GT3 R LMGT3       | Célia Martin     | Rahel Frey  | Rang 48     |               |

### Sebring-Ergebnisse
| Jahr | Team       | Fahrzeug                      | Teamkollege | Teamkollege      | Platzierung | Ausfallgrund |
| ---- | ---------- | ----------------------------- | ----------- | ---------------- | ----------- | ------------ |
| 2023 | Iron Dames | Lamborghini Huracán GT3 Evo 2 | Rahel Frey  | Michelle Gatting | Rang 32     |              |
| 2024 | Iron Dames | Lamborghini Huracán GT3 Evo 2 | Rahel Frey  | Michelle Gatting | Ausfall     | Unfall       |
| 2025 | Iron Dames | Porsche 911 GT3 R (992)       | Rahel Frey  | Michelle Gatting | Rang 39     |              |

### Einzelergebnisse in der FIA-Langstrecken-Weltmeisterschaft
| Saison | Team       | Rennwagen               | 1   | 2   | 3   | 4   | 5   | 6   | 7   | 8   |
| ------ | ---------- | ----------------------- | --- | --- | --- | --- | --- | --- | --- | --- |
| 2021   | Iron Lynx  | Ferrari 488 GTE         | SPA | POR | MON | LEM | BAH | BAH |     |     |
| 2021   | Iron Lynx  | Ferrari 488 GTE         |     |     | 26  | 36  | 25  | 27  |     |     |
| 2022   | Iron Dames | Ferrari 488 GTE         | SEB | SPA | LEM | MON | FUJ | BAH |     |     |
| 2022   | Iron Dames | Ferrari 488 GTE         | 26  |     | 40  | 22  | 24  | 25  |     |     |
| 2023   | Iron Dames | Porsche 911 RSR         | SEB | POR | SPA | LEM | MON | FUJ | BAH |     |
| 2023   | Iron Dames | Porsche 911 RSR         | 24  | 23  | 24  | 30  | 26  | 26  | 22  |     |
| 2024   | Iron Dames | Lamborghini Huracán GT3 | KAT | IMO | SPA | LEM | SAO | AUS | FUJ | BAH |
| 2024   | Iron Dames | Lamborghini Huracán GT3 | 23  | DNF | 19  | 32  | DNF | 28  | 17  | 24  |
| 2025   | Iron Dames | Porsche 911 GT3 R LMGT3 | KAT | IMO | SPA | LEM | SAO | AUS | FUJ | BAH |
| 2025   | Iron Dames | Porsche 911 GT3 R LMGT3 | 48  |     |     |     |     |     |     |     |